# ATPA
2-аміно-3-(3-гідроксі-5-терт-бутілізоксазол-4-іл) пропанова кислота (2-Amino-3-(3-hydroxy-5-tert-butylisoxazol-4-yl)propanoic acid, АТРА) — потужний агоніст каїнатного рецептора (ЕС50=4,3 нМ), із відносно слабкою активністю на АМРА-рецепторі. В дослідах in vitro може виявляти нейротоксичні властивості.